# Rhöner Museumsdorf
Das Rhöner Museumsdorf ist ein Freilichtmuseum für ländliche Baukultur sowie dörfliches Wohnen und Wirtschaften im osthessischen Tann. Es bewahrt alte Bau- und Wohnformen und dokumentiert das Leben der Landbevölkerung in früheren Zeiten mit seinen historischen und sozialen Hintergründen.

## Geschichte und Lage
Gegründet wurde es 1974, nach zwei Jahren Bauzeit erfolgte die Eröffnung dann 1976. Insgesamt wurden acht Gebäude dort wieder errichtet. Es befindet sich in unmittelbarer Nachbarschaft zum Tanner Schloss wurde auf dem Gelände von zwei abgebrannten Bauernhöfen errichtet. Damals war es das erste Rhöner Freiluftmuseum. Das Fränkische Freilandmuseum im unterfränkischen Fladungen wurde erst 14 Jahre später eröffnet.
Im Wesentlichen besteht es aus drei Gehöften, die als Zweiseit- und Dreiseithof sowie Hüttneranwesen auch die damalige sozialen Stellungen in den Rhöndörfern abbilden. Alle Gebäude sind komplett eingerichtet. Die Grundmauern und Keller der vorherigen Bauernhöfe wurden dabei wieder genutzt.
Das Zugang zum Museum ist über ein Drehkreuz geregelt. Karten werden im benachbarten Naturmuseum Tann verkauft.

## Gebäude

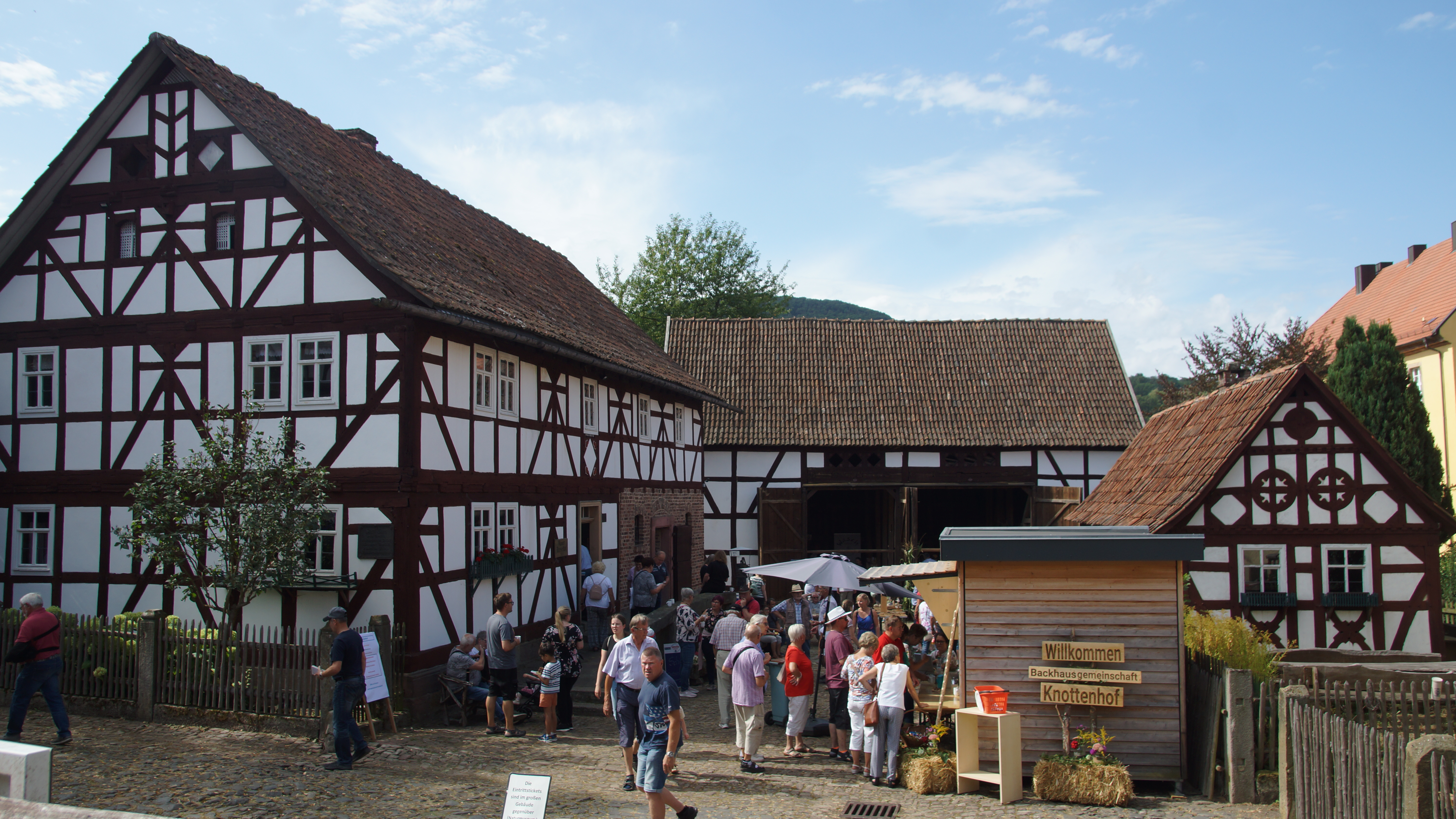
Der Dreiseithof

### Der Dreiseithof
Das größte Anwesen im Museumsdorf ist aus verschiedenen Anwesen kombiniert worden, weil eine vollständige Hofanlage dieser Art nicht mehr zur Verfügung stand. Es soll einen typischen Bauernhof wohlhabender Rhöner Bauern zeigen. Das zweigeschossige Wohnhaus mit Stallungen stand ursprünglich in Dietershan und war 1809 erbaut. Dazu kamen eine Scheune mit Schafstall und sogenanntes Auszugshaus. Das ursprünglich 1757 errichtete Gebäude stand vorher in Ried und darin befindet sich neben der Altenteilerwohnung eine Hofwerkstatt und ein Stall. Der Hofraum ist mit Sandstein und Basaltpflaster ausgelegt und die kleinen Hausgärten sind von originalgetreu nachgebildeten Zäunen umgeben. Zugeordnet ist ein voll funktionsfähiges Backhaus, welches regelmäßig bei Veranstaltungen angeheizt wird.

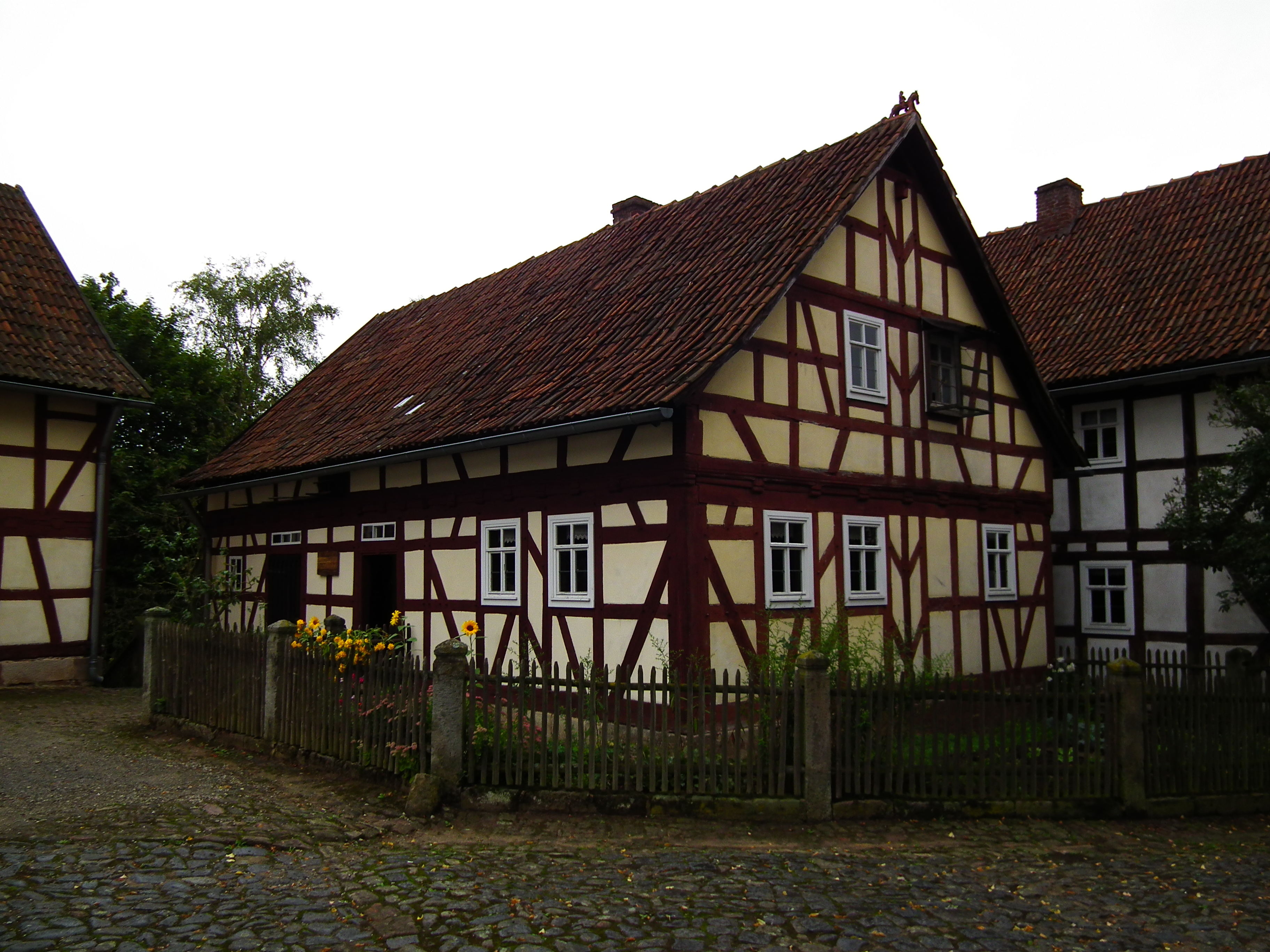
Wohnhaus vom Zweiseithof

### Der Zweiseithof
Der Komplex besteht aus Wohnhaus mit Stall, das ursprünglich 1818 in Almendorf gebaut wurde, sowie einer rechtwinklig dazu stehenden Scheune. Wohnräume und Stall sind auch hier im selben Gebäude. Zugeordnet ist ein funktionsfähiger Göpel, mit dem eine normalerweise auf der Tenne stehende Dreschmaschine mit Pferden oder historisch meist Ochsen angetrieben werden kann. Neben typischen Rhöner Möbeln sind zahlreiche Gebrauchsgegenstände aus dem täglichen Leben der Rhönbauern, vom Butterfass bis zum Krauthobel, vom Weidenkorb bis zum Handwebstuhl, dort ausgestellt.

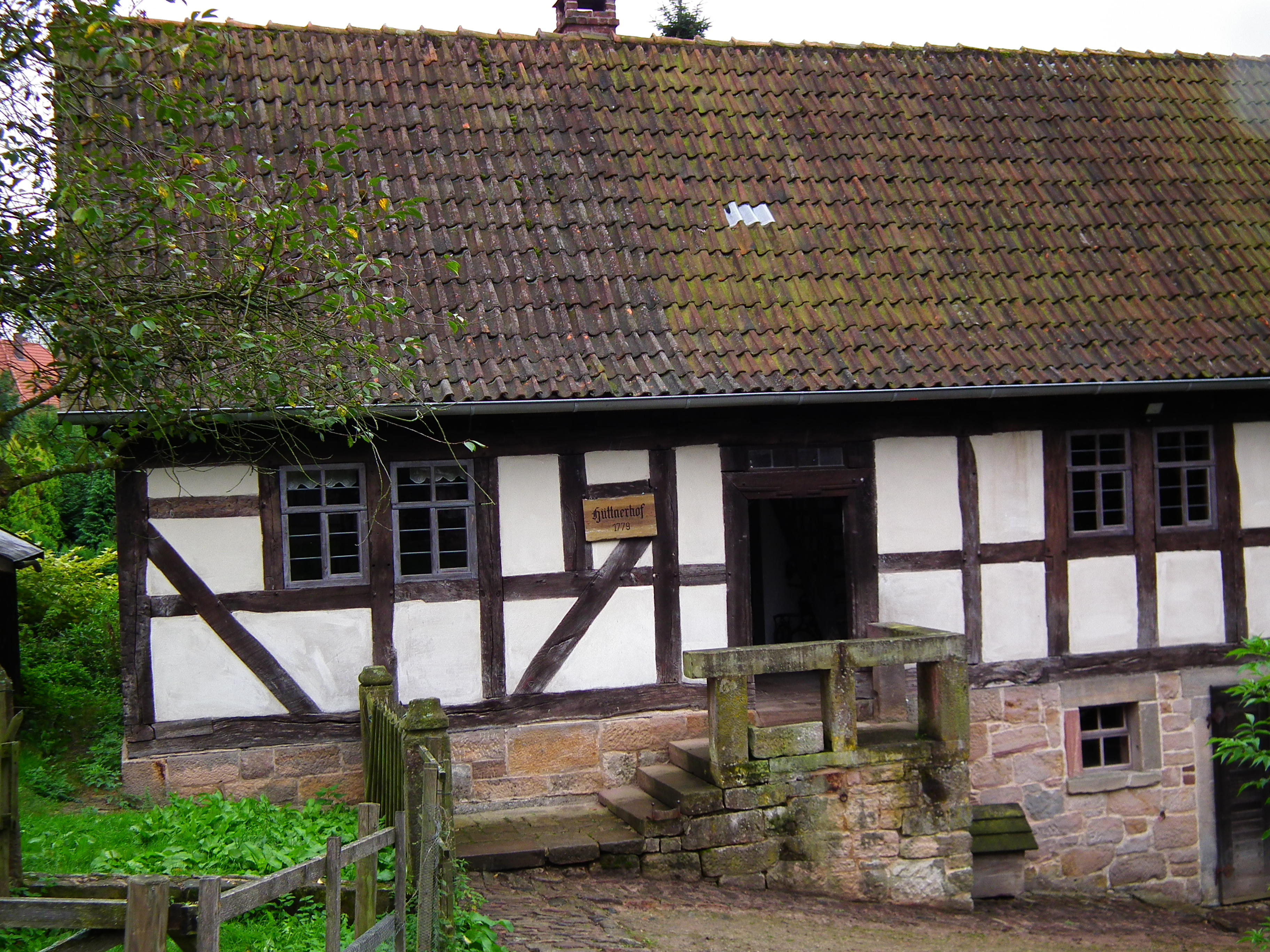
Das Hüttneranwesen

### Hüttneranwesen
Das kleinste Anwesen im Museumsdorf ist der Hof eines Hüttners aus Hofbieber. Über dem Türpfosten des Hauses, in dem auf engstem Raum eine Familie mit ihren Tieren lebte und gleichzeitig ein Nebengewerbe ausübte, ist die Jahreszahl 1779 eingeschnitzt.
Unterhalb des Museums befindet sich die am Originalort erhaltene Schweinezuchtanlage vom ehemaligen Hofgut der Reichsfreiherren von und zu der Tann. Diese befindet sich in den Hang eingegraben in Kellerräumen.

## Veranstaltungen
An Markttagen und besonders beim Tanner Wirtefest ist der Eintritt kostenlos und es wird altes Handwerk vorgeführt. Im Holzbackhaus und den historischen Küchen werden an solchen Tagen Gerichte zubereitet.

## Impressionen

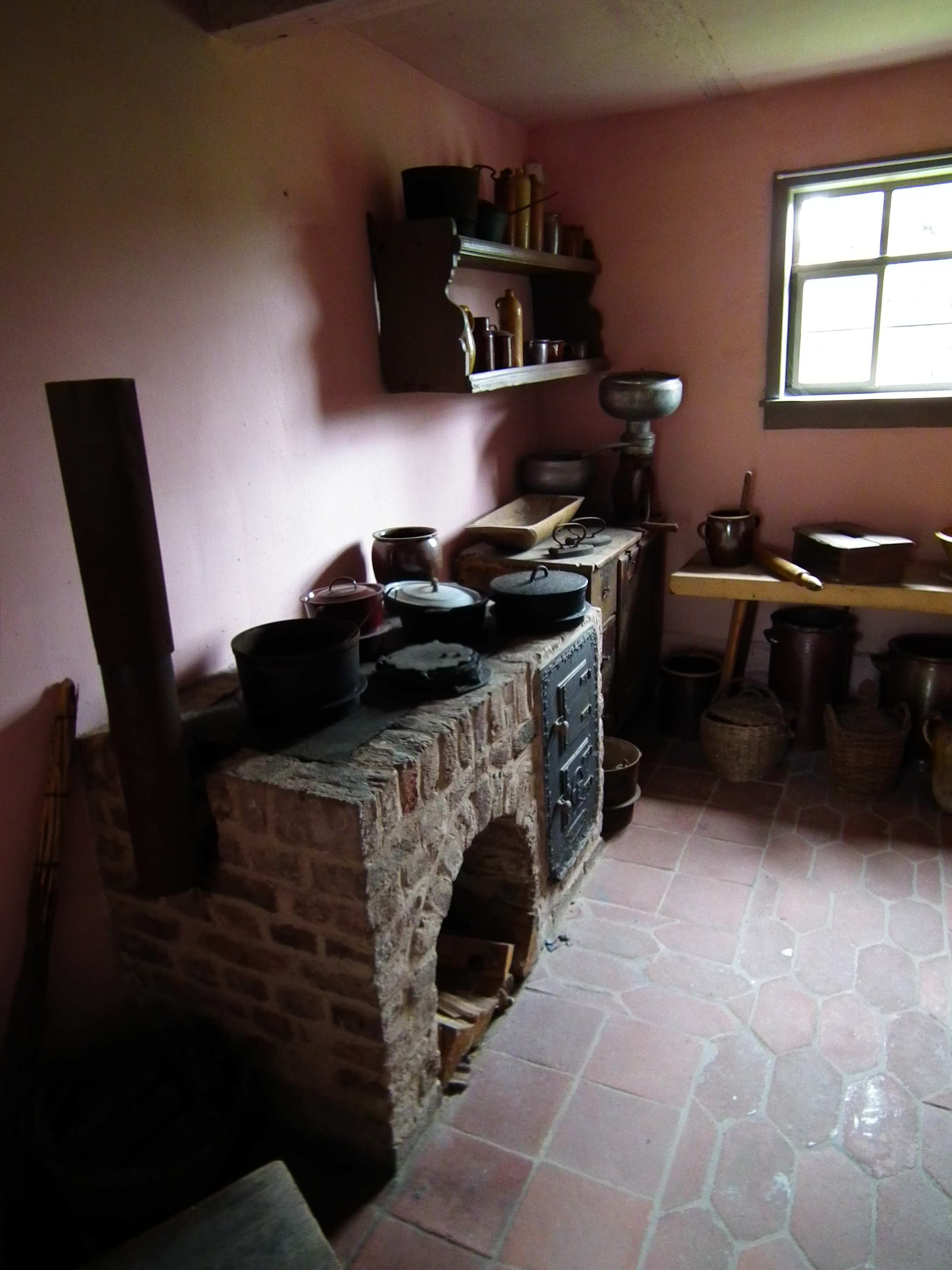
Küche mit gemauertem Küchenherd
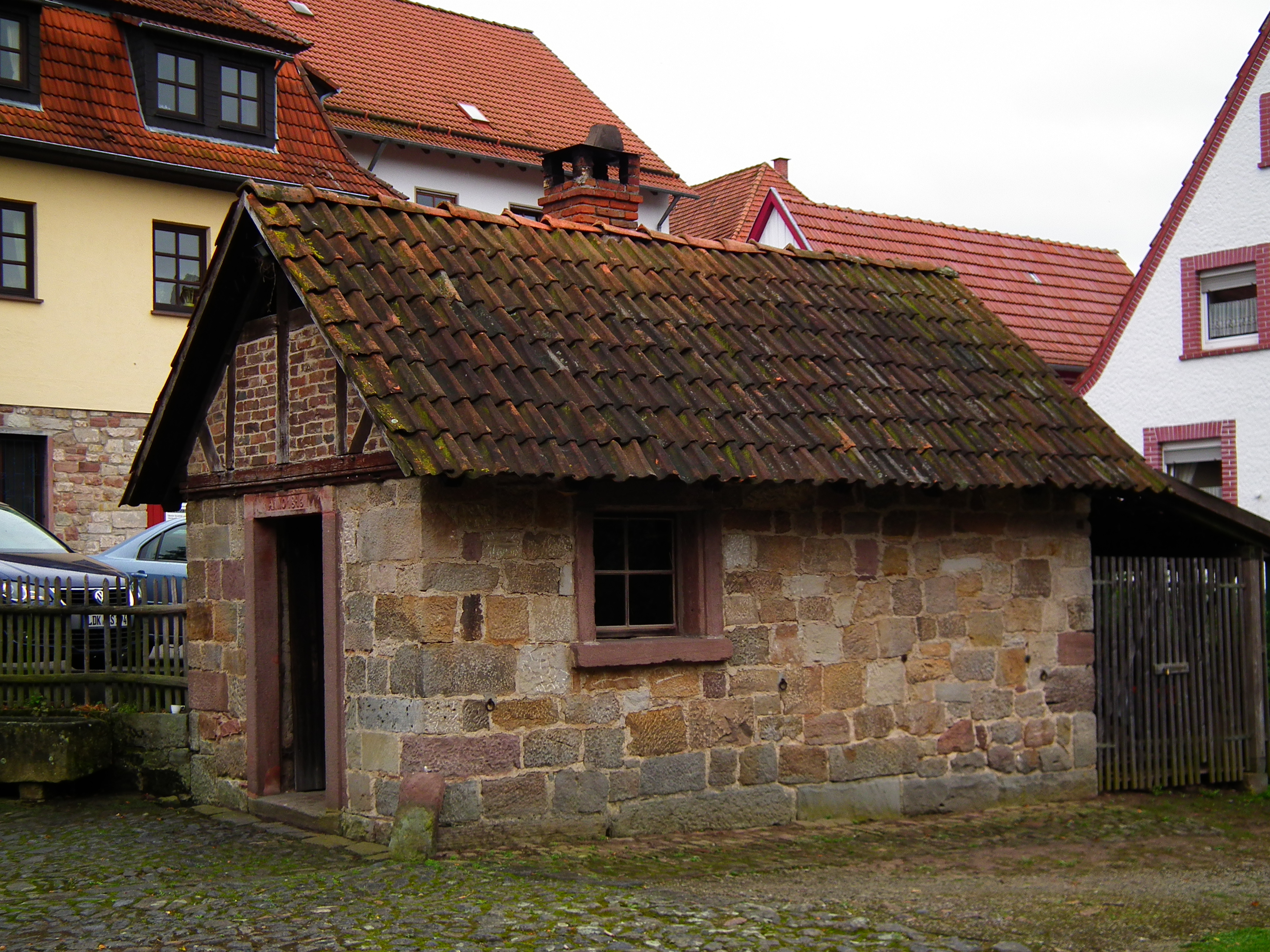
Backhaus mit Holzbackofen
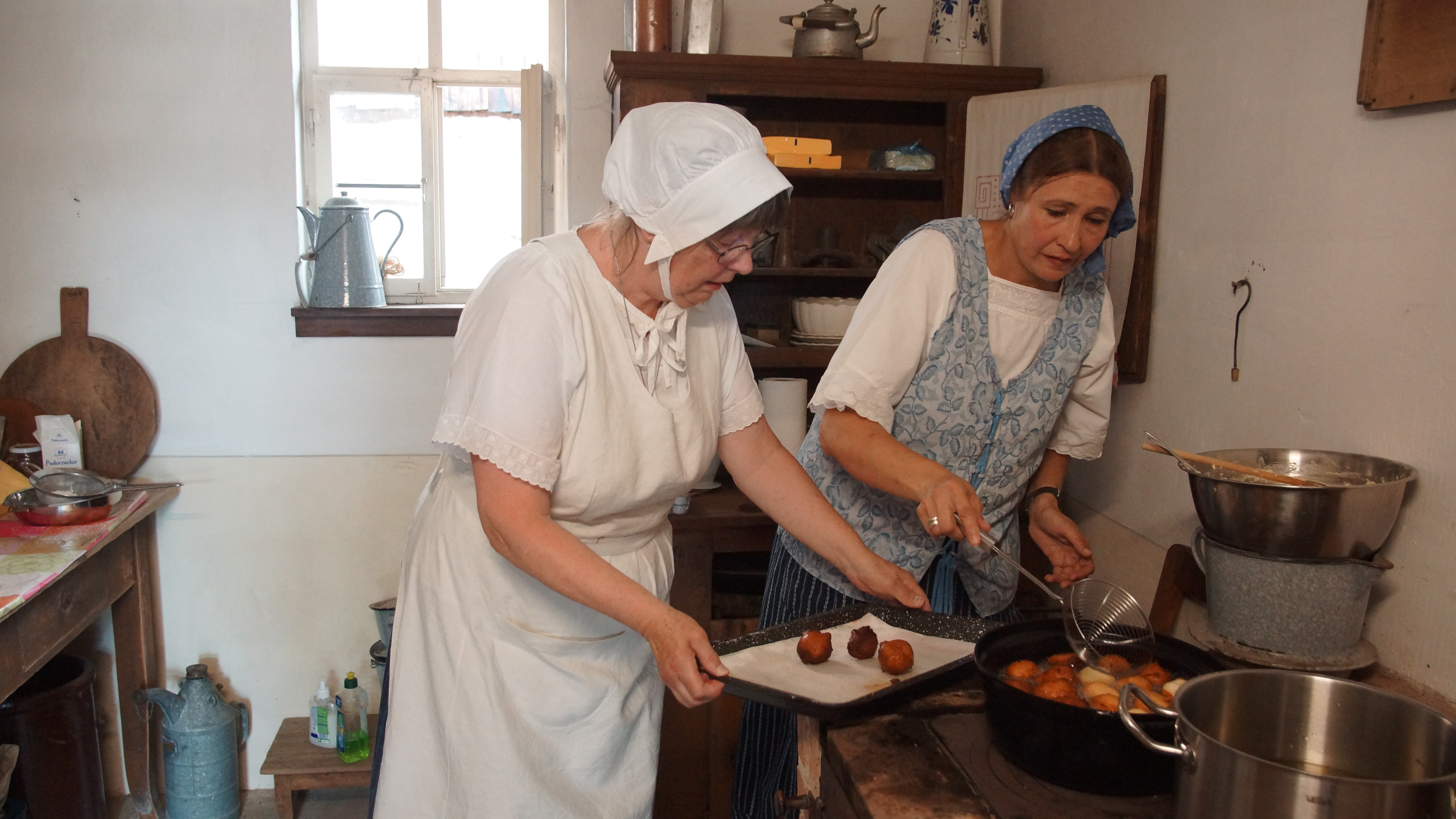
Zubereitung von Kräppeln in der historischen Küche beim Wirtefest 2024
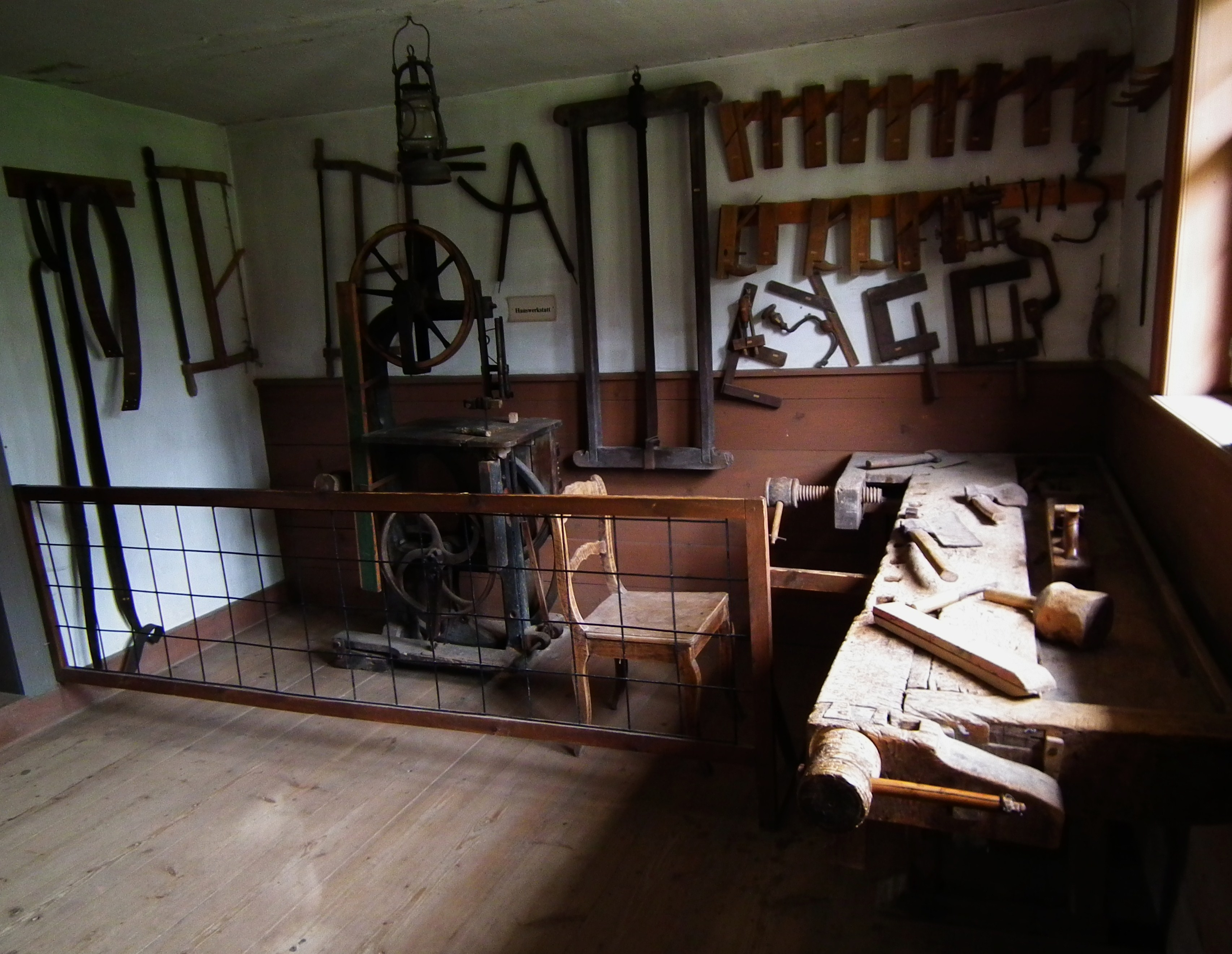
Werkstatt im Hüttneranwesen
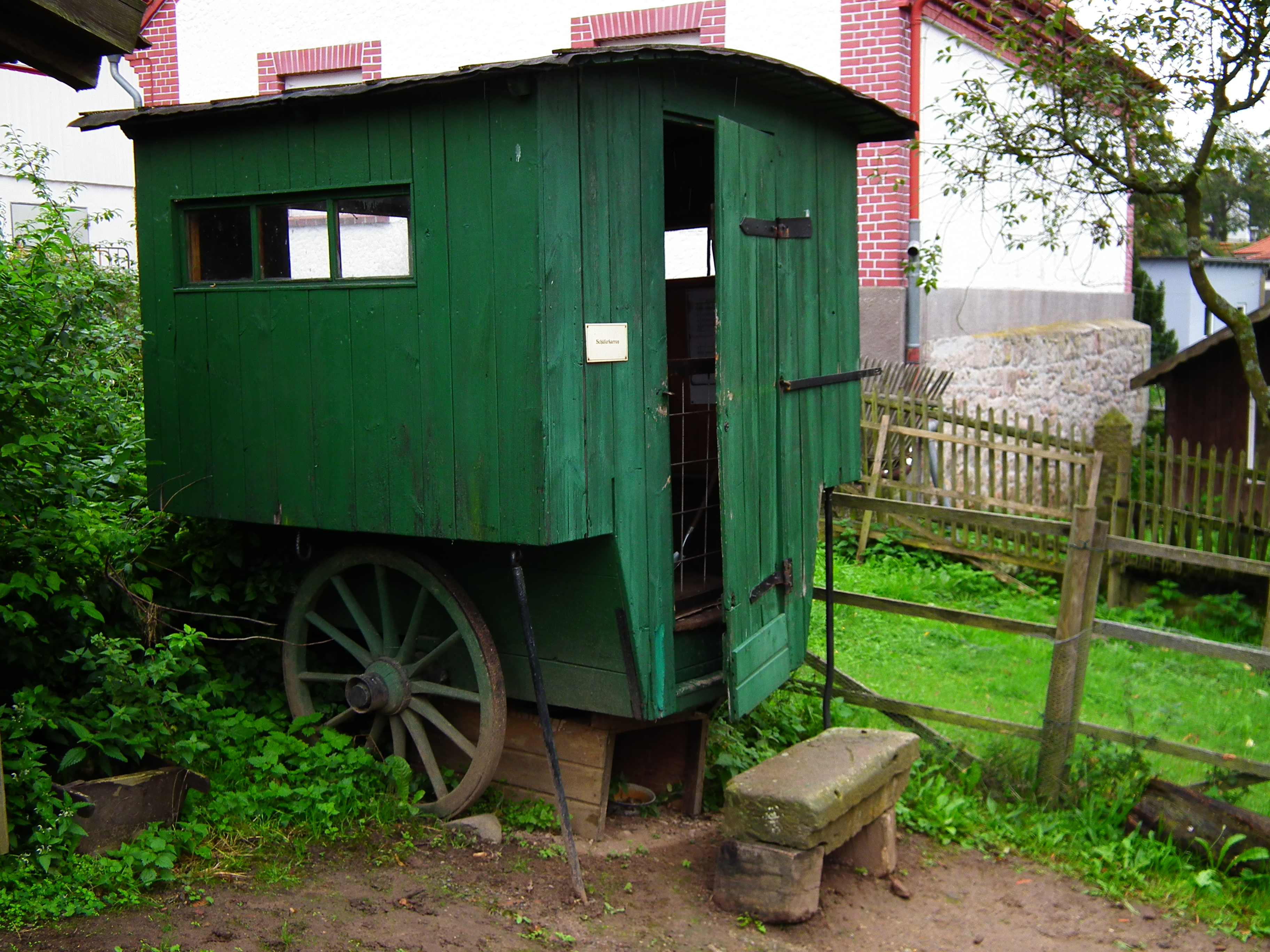
Schäferwagen
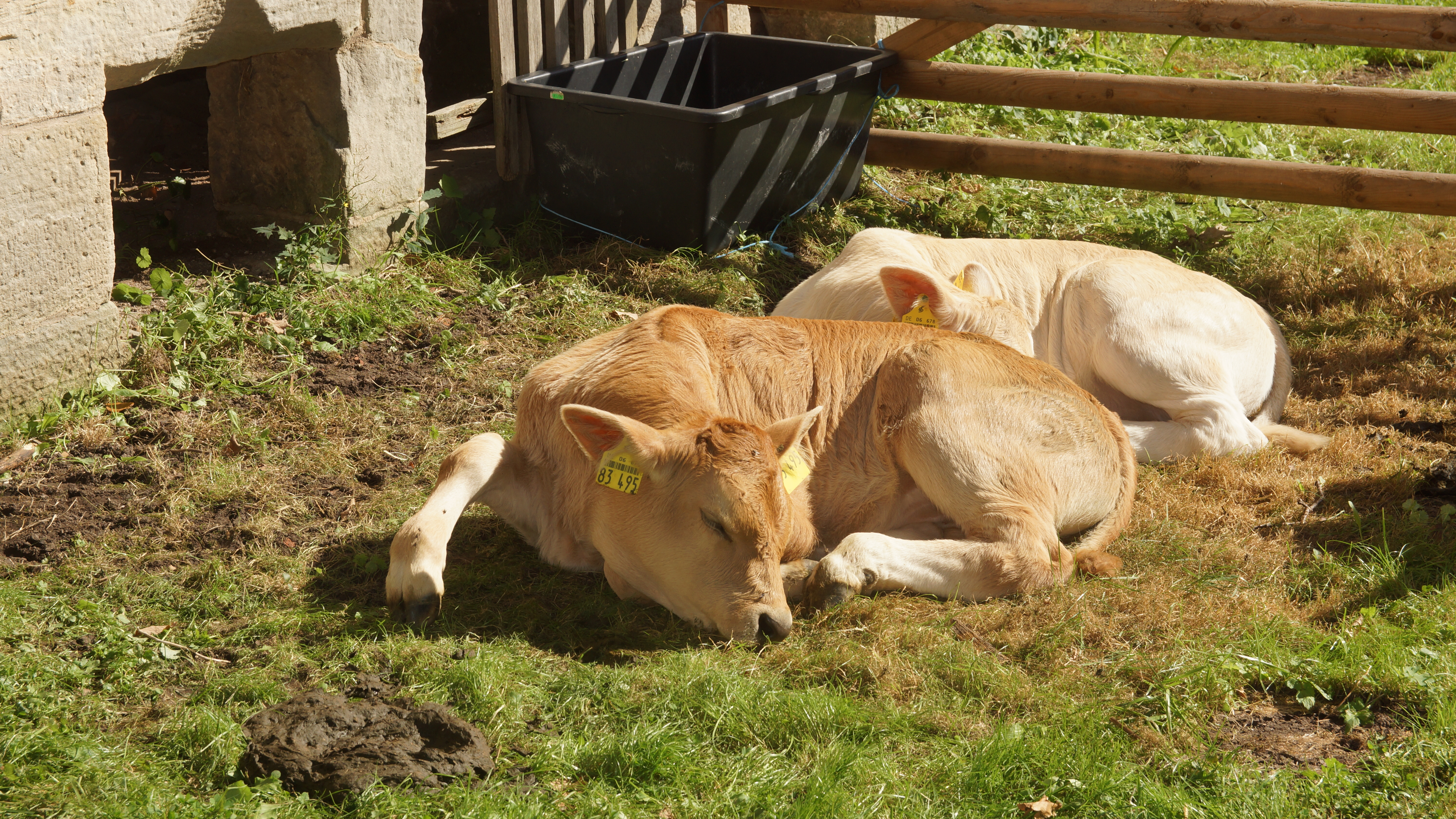
Eingang zu der historischen Schweinezuchtanlage
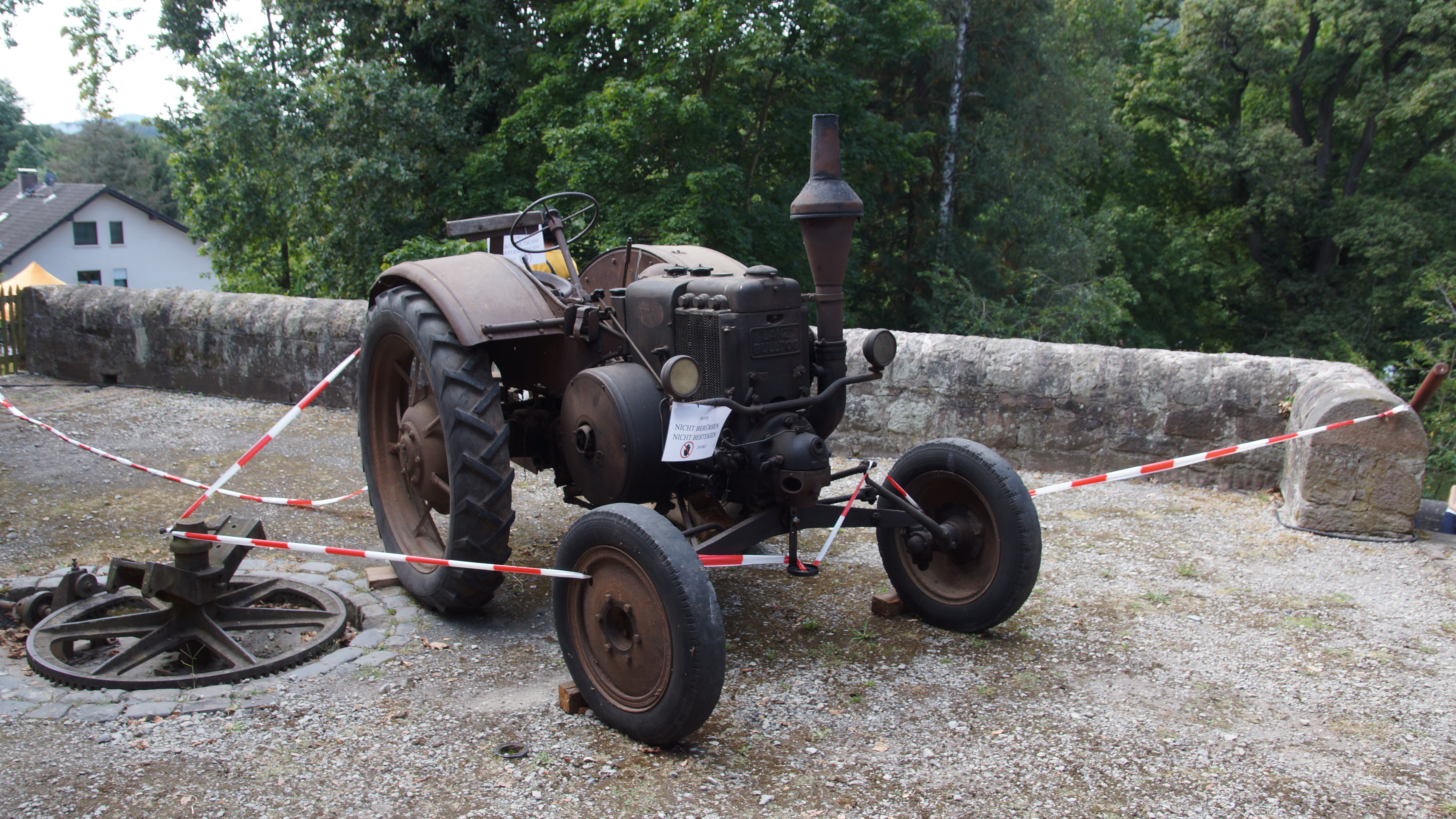
Alter Lanz mit der Außenanlage des Göpel
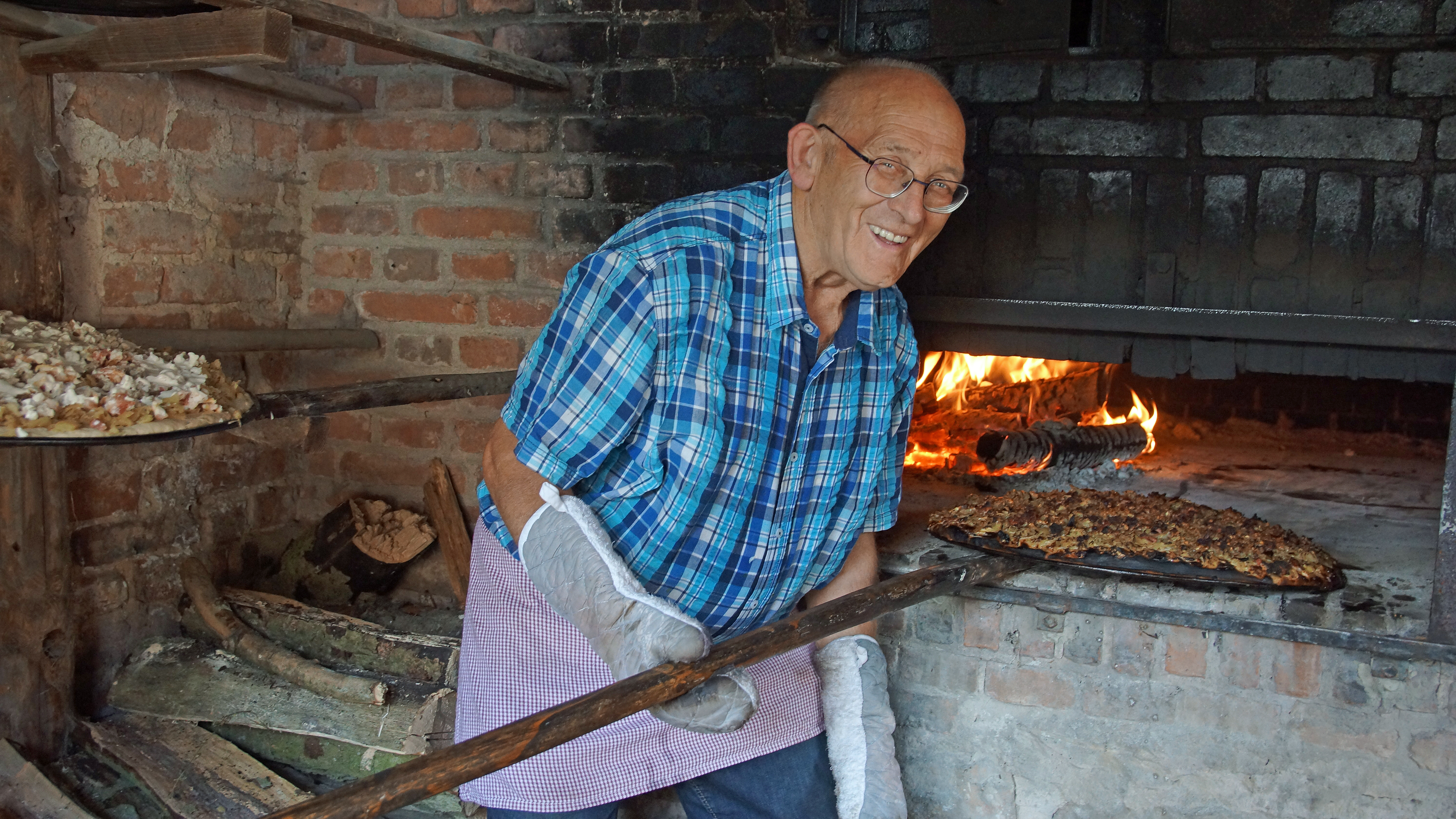
Ploatz aus dem Holzbackofen während des Wirtefest 2024

## Weitere Freilichtmuseen
- Liste von Freilichtmuseen